# آرپاد ریتر
آرپاد ریتر (به مجاری: Árpád Ritter) (زادهٔ ۱۲ ژوئن ۱۹۷۵) کشتی‌گیر بازنشستهٔ اهل مجارستان است که در دسته‌های وزنی سبک‌وزن و میان‌وزن کشتی آزاد رقابت می‌کرد. او برندهٔ یک مدال نقرهٔ مسابقات قهرمانی کشتی جهان (۲۰۰۵) و نیز دو مدال طلا (۲۰۰۲، ۲۰۰۳) و دو برنز (۲۰۰۱، ۲۰۰۷) از مسابقات قهرمانی کشتی اروپا است. او ملی‌پوش دستهٔ ۷۴ و ۷۶ کیلوگرم تیم ملی کشتی آزاد مجارستان در سه دورهٔ بازی‌های المپیک ۱۹۹۶ آتلانتا، ۲۰۰۰ سیدنی و ۲۰۰۴ آتن بود.